# Le Chastang
Le Chastang is een gemeente in het Franse departement Corrèze (regio Nouvelle-Aquitaine) en telt 308 inwoners (1999). De plaats maakt deel uit van het arrondissement Tulle.

## Geografie
De oppervlakte van Le Chastang bedraagt 7,9 km², de bevolkingsdichtheid is 39,0 inwoners per km².
De onderstaande kaart toont de ligging van Le Chastang met de belangrijkste infrastructuur en aangrenzende gemeenten.

## Demografie
Onderstaande figuur toont het verloop van het inwonertal (bron: INSEE-tellingen).